# Kamilew (Sieradz)
Pour les articles homonymes, voir Kamilew.
Kamilew est une localité polonaise de la gmina de Burzenin, située dans le powiat de Sieradz en voïvodie de Łódź.